# Aeroporto de Istambul Atatürk
O Aeroporto de Istambul Atatürk (em turco: Istanbul Atatürk Havalimani) (IATA: ISL, ICAO: LTBA) foi o maior aeroporto internacional de Istambul, Turquia. Localizado no lado europeu da cidade, em Yeşilköy, no distrito de Bakırköy, fica a cerca de 20 km a oeste do centro histórico (Sultanahmet). O aeroporto tem o nome em homenagem a Mustafa Kemal Atatürk, o fundador e primeiro presidente da República da Turquia. Em 2013 teve um movimento anual de 51,2 milhões de passageiros. A 29 de outubro de 2018 todas as operações comerciais foram movidas para o novo Aeroporto de Istambul, ficando no antigo apenas as operações de carga.

## Terminais
Nos tempos de operação como aeroporto de passageiros e de carga existiam três terminais: um internacional (Terminal A), um doméstico (Terminal B) e um terminal de carga (Terminal C). Inaugurado em 2001, o terminal internacional era eficiente e moderno. Após a abertura do novo terminal, os voos domésticos foram transferidos para o antigo terminal internacional. O terminal nacional, depois liberado para o tráfego internacional, é espaçoso, apesar de seu desenho de 1970.
O terminal do aeroporto é operado pela TAV (Tepe-Akfen-ventures) desde janeiro de 2000. A TAV  já investiu US$ 600 milhões desde 1998. Em 2005 a TAV ganhou o contrato de concessão para operar o Atatürk por 15,5 anos, no montante recorde de US$ 3 000 milhões, o que também representa o número mais alto de um tal projeto de privatização na Turquia, na Europa Oriental, Oriente Médio, Comunidade de Estados Independentes e do Norte de África.

## Tráfego
O Aeroporto Atatürk enfrentava problemas de capacidade. Em 2007 ocupava um lugar entre o 30.º e 45.º no mundo, tanto no tráfego de passageiros e de carga ao longo do tratamento 730 000 toneladas de carga (carga + frete + mail) e mais de 23 milhões de passageiros no ano 2007. Tendo em conta que o tráfego total de passageiros duplicou em cinco anos (quase quadruplicou o tráfego doméstico). Em paralelo com a expansão turca na economia e no turismo, a cidade precisa de um outro aeroporto na região metropolitana nos próximos 3-5 anos. Sua capacidade nominal de 14 milhões de passageiros internacionais por ano e 10 milhões de passageiros nacionais por ano quase não foi suficiente para a procura em 2007. Na região metropolitana de Istambul se espera que tenham uma demanda de 25 milhões de passageiros internacionais e 25 milhões de passageiros nacionais anualmente até ao ano 2015. No entanto, a introdução de comboios de alta velocidade entre Ancara e Istambul, em 2008, e a conclusão da construção de estradas ligando os interurbanos a Istambul para outras cidades (para Bursa, Esmirna, Antália e da SpeedWay do Mar Negro) pode ajudar a diminuir essa procura.[carece de fontes?]
Parte do tráfego do aeroporto Atatürk passou para o Aeroporto Internacional Sabiha Gökçen, na zona asiática de Istambul, cujo tráfego anual de passageiros foi de 3,7 milhões em 2007. Os dois aeroportos domésticos e internacionais asseguram o serviço à área de Istambul, mas o crescimento do número de passageiros e a impossibilidade física de expansão do aeroporto Atatürk sugerem que um aeroporto será necessária a construção de um quarto aeroporto, já que as dimensões do Aeroporto Hezarfen não são suficientes para servir voos internacionais. Prevê-se que a localização desse novo aeroporto seja ao norte de Istambul, em Kemerburgaz, próximo do distrito comercial de Levent.[carece de fontes?]

## Estatísticas
| Ano (meses) | Doméstico  | Internacional | Total      |
| ----------- | ---------- | ------------- | ---------- |
| 2012        | 15 281 321 | 29 717 196    | 44 998 508 |
| 2011        | 13 604 352 | 23 847 835    | 37 452 187 |
| 2010        | 11 800 833 | 20 342 986    | 32 143 819 |
| 2008        | 11 484 063 | 17 069 069    | 28 553 132 |
| 2007        | 9 595 923  | 13 600 306    | 23 196 229 |
| 2006        | 9 091 693  | 12 174 281    | 21 265 974 |
| 2005        | 7 512 282  | 11 781 487    | 19 293 769 |
| 2004        | 5 430 925  | 10 169 676    | 15 600 601 |
| 2003        | 3 196 045  | 8 908 268     | 12 104 342 |
| 2002        | 2 851 487  | 8 506 204     | 11 357 691 |

| Ano (meses) | Carga     | Variação |
| ----------- | --------- | -------- |
| 2012        | 1 228 083 | +13%     |
| 2011        | 1 069 656 | +13,4%   |
| 2010        | 943 673   | +20,5%   |
| 2008        | 783 209   | +6,6%    |
| 2007        | 734 820   | +13,9%   |
| 2006        | 644 901   | +4,7%    |
| 2005        | 615 909   | +7,4%    |
| 2004        | 573 284   | +14,0%   |
| 2003        | 502 692   | +4,7%    |
| 2002        | 480 022   |          |

O Aeroporto Istambul Atatürk foi classificado como o 30.º do mundo entre os aeroportos com mais tráfego internacional de carga em abril de 2007, pelo Conselho Internacional dos Aeroportos.[carece de fontes?]